# ナビー・ムーサー

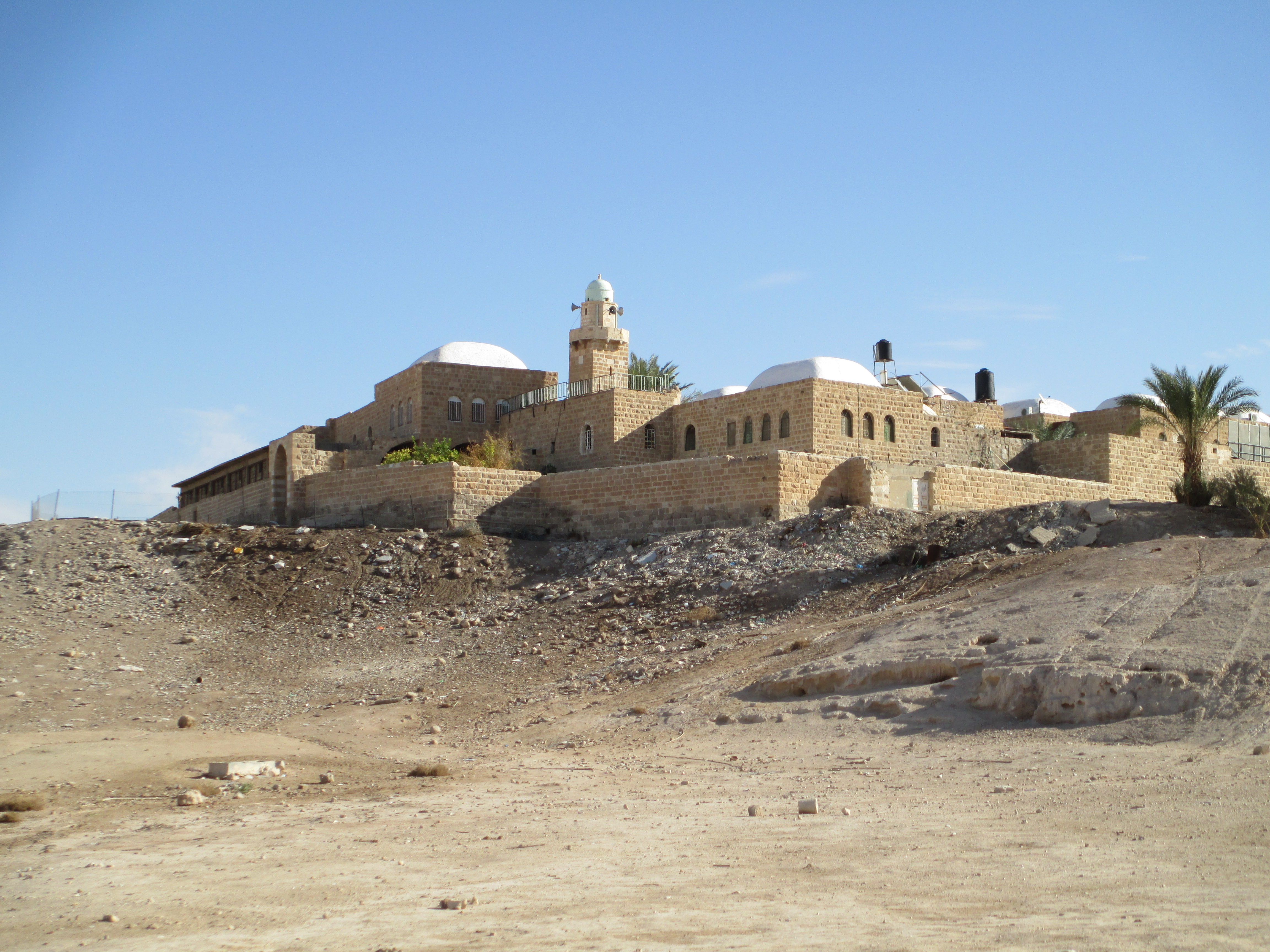
ナビー・ムーサー廟

ナビー・ムーサー（アラビア語では「نبي موسى（＝預言者モーゼ）」）は、ジュデア沙漠（صحراء يهودا　サフラー・ヤフーダン）の地名である。モーセに関する、有名なパレスチナの民話で知られる。またナビー・ムーサーは、ギリシャ正教の暦で、聖金曜日の前の金曜日から始まる、７日にわたるパレスチナ人ムスリムの宗教的祝祭の名前でもある。この祝祭は「パレスチナで最も重要なムスリムの巡礼」であると考えられている。この祝祭の中心は、エルサレムから、ナビー・ムーサーへの集団巡礼である。それはジェリコの近くにあり、モーゼの墓であると考えられている。
またエルサレムからメッカに巡礼に向かう際の第一参詣所であった。
1931年にイギリス当局より行われたセンサスによると、ナビー・ムーサーの人口は3名（1軒）であった。同名のパレスチナ人の村が近所にある。2007年のパレスチナ中央統計局によると、ナビー・ムーサーの人口は309名である。

## 歴史

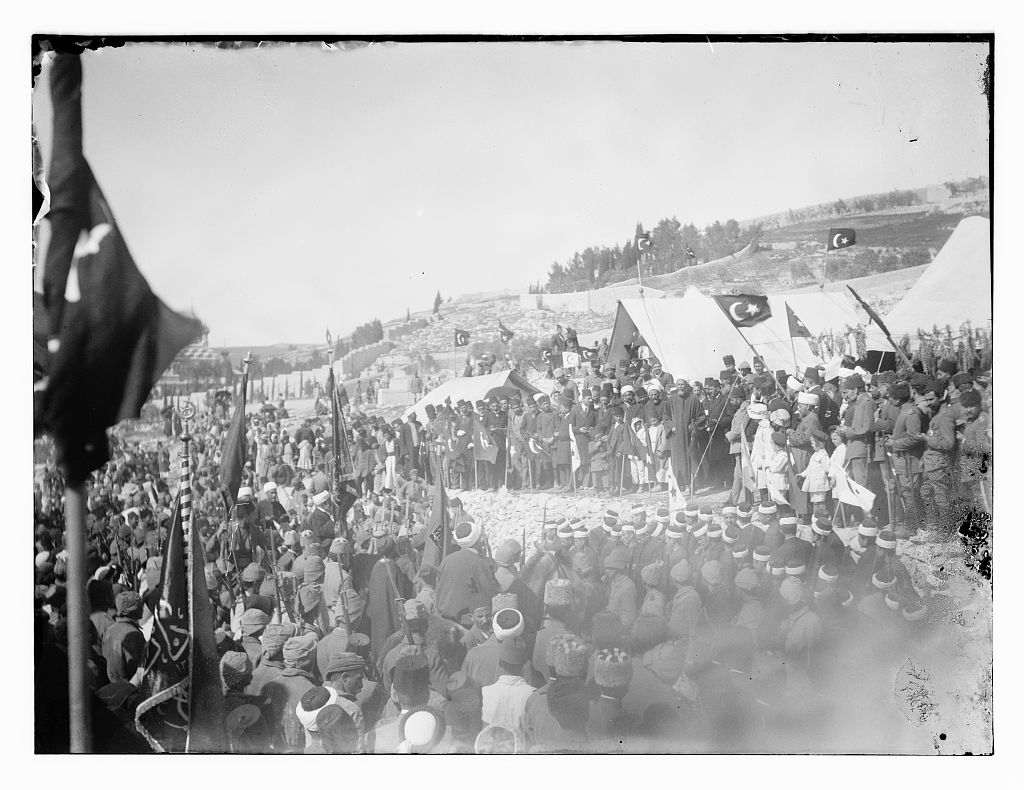
オスマン朝の旗がナビー・ムーサーに翻っていた最後の時。1917年。

## 旅行記の中のナビー・ムーサー

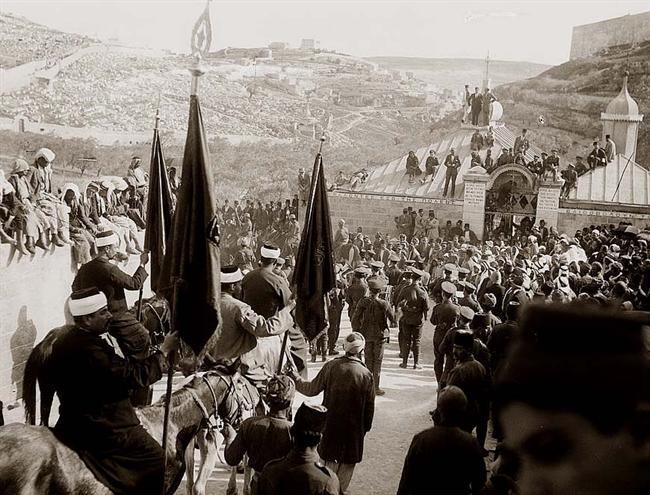
1920年のナビー・ムーサー暴動の前のナビー・ムーサーの祭り。1920年撮影。

## モーゼの石
ネゲブ沙漠（صحراء النقب ナカブ沙漠）のベドウィンは瀝青頁岩から油をつくっていた。それはムーサー廟の近隣地域から見つかるものだった。ベドウィンはその岩を「モーゼの石」（احجار موسى イフジャール・ムーサー）と呼んでいた。ベドウィンはナビー・ムーサー地域の聖性を信じるのみならず、神がモーゼが葬られたこの地を「火の石」と井戸で祝福したと信じた。タウフィーク・カナーンはその著者『回教の聖人と聖域』（1927年）において、廟の近くの黒い石は火の中に置くと燃え、護符を造るのにも使われると述べた。その場合は、石を方形と三角形に切り、護りの章句を彫るのであった。

## ギャラリー

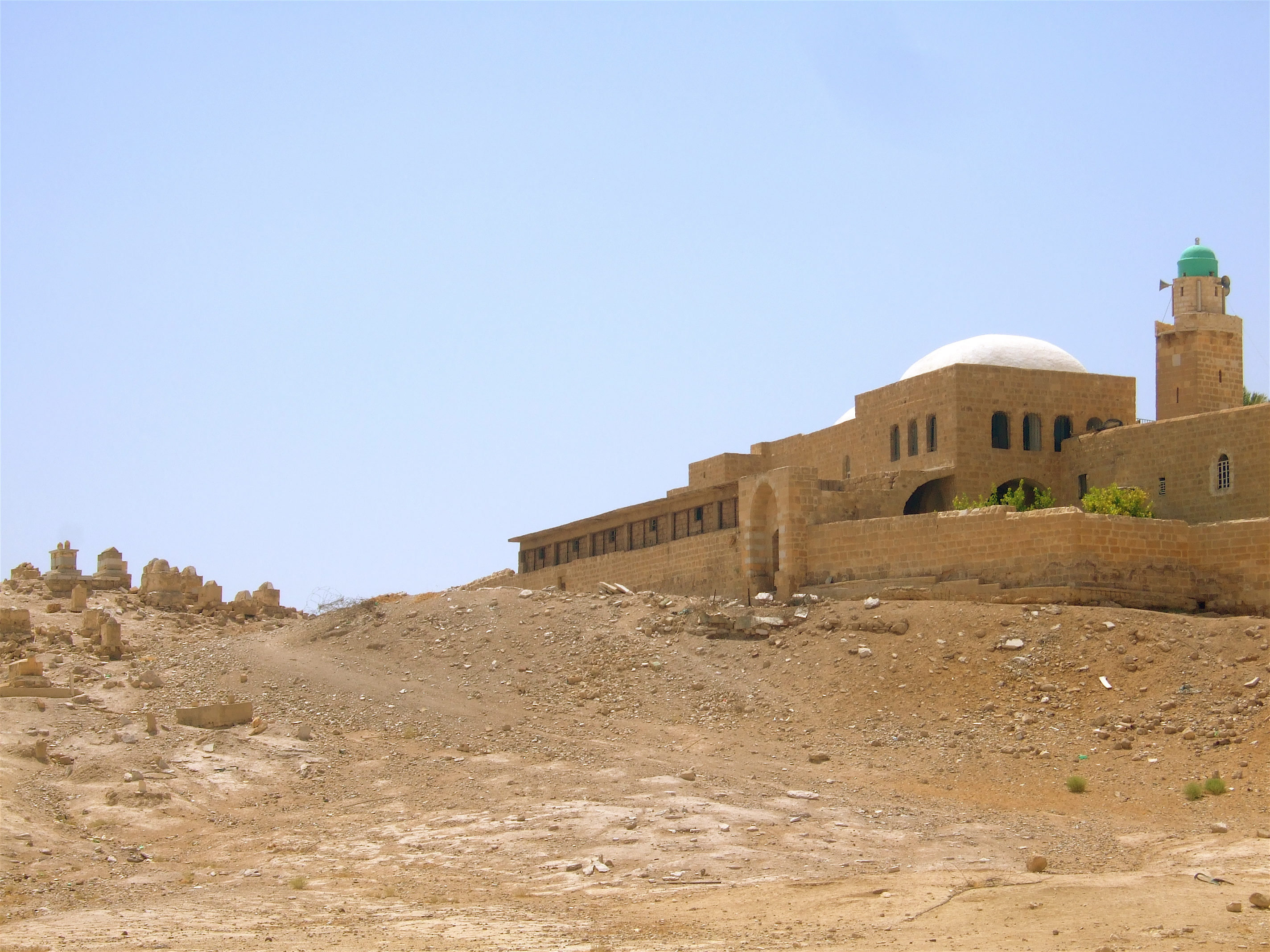
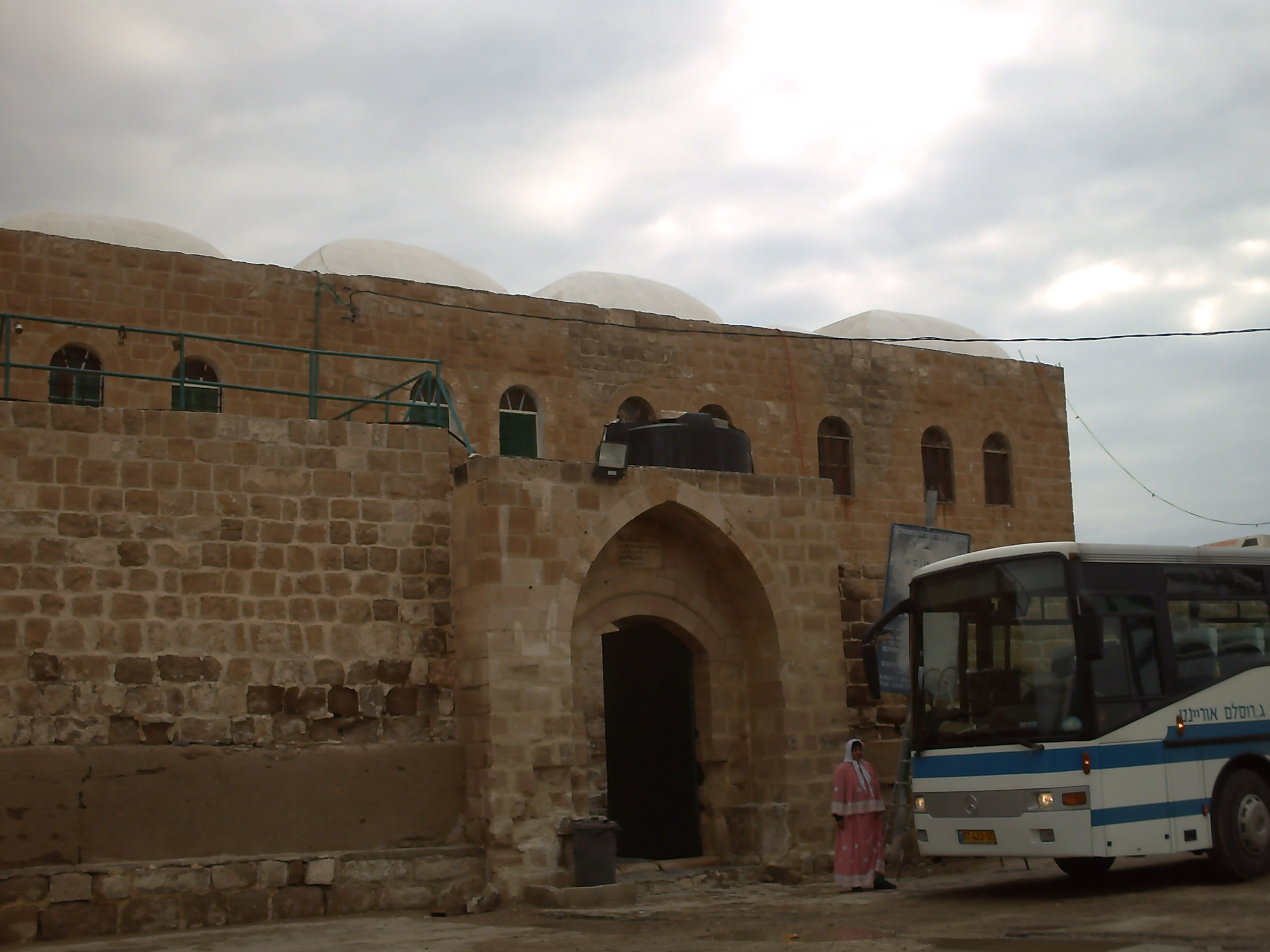
ナビー・ムーサー廟の玄関
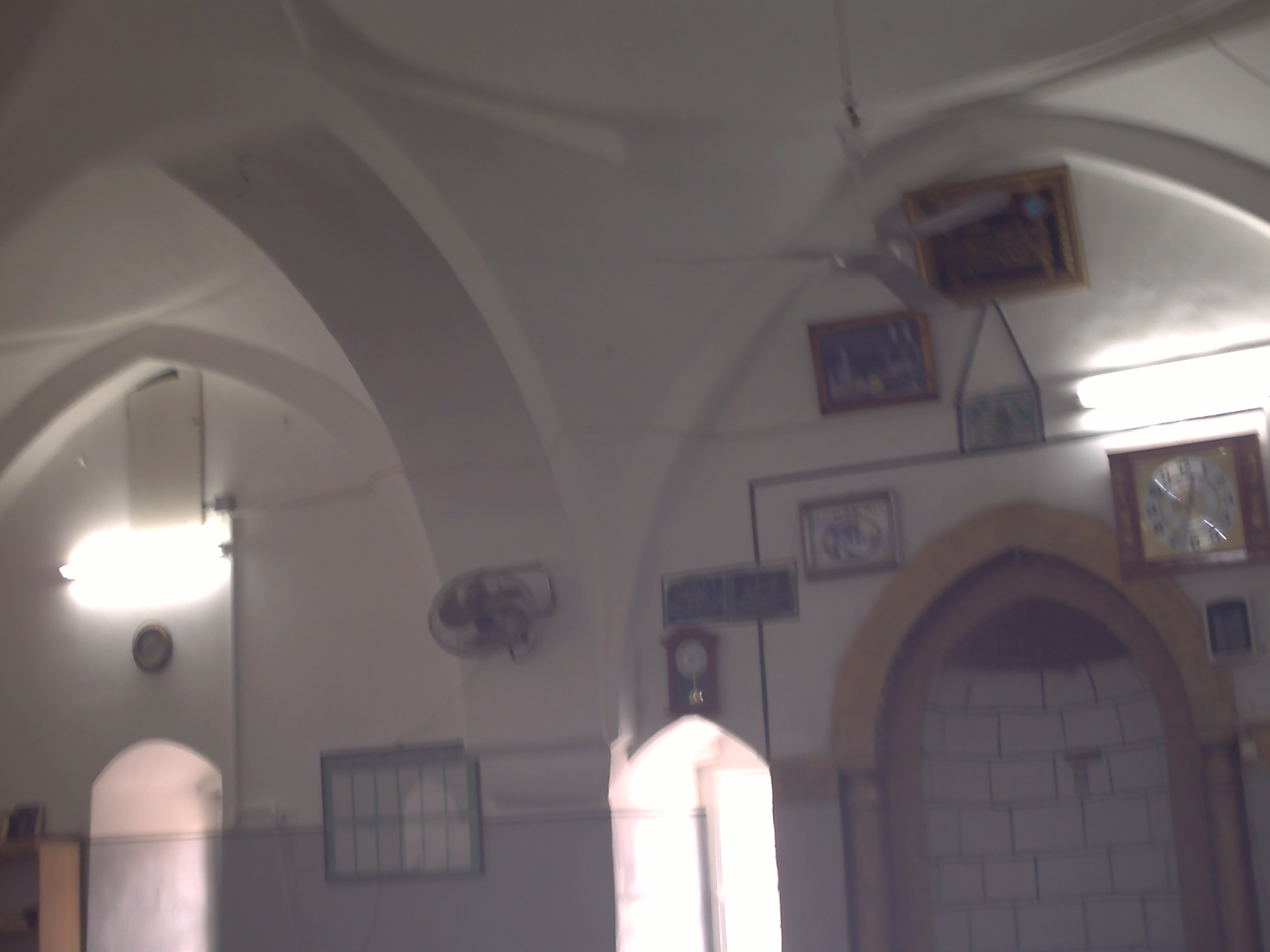
内部
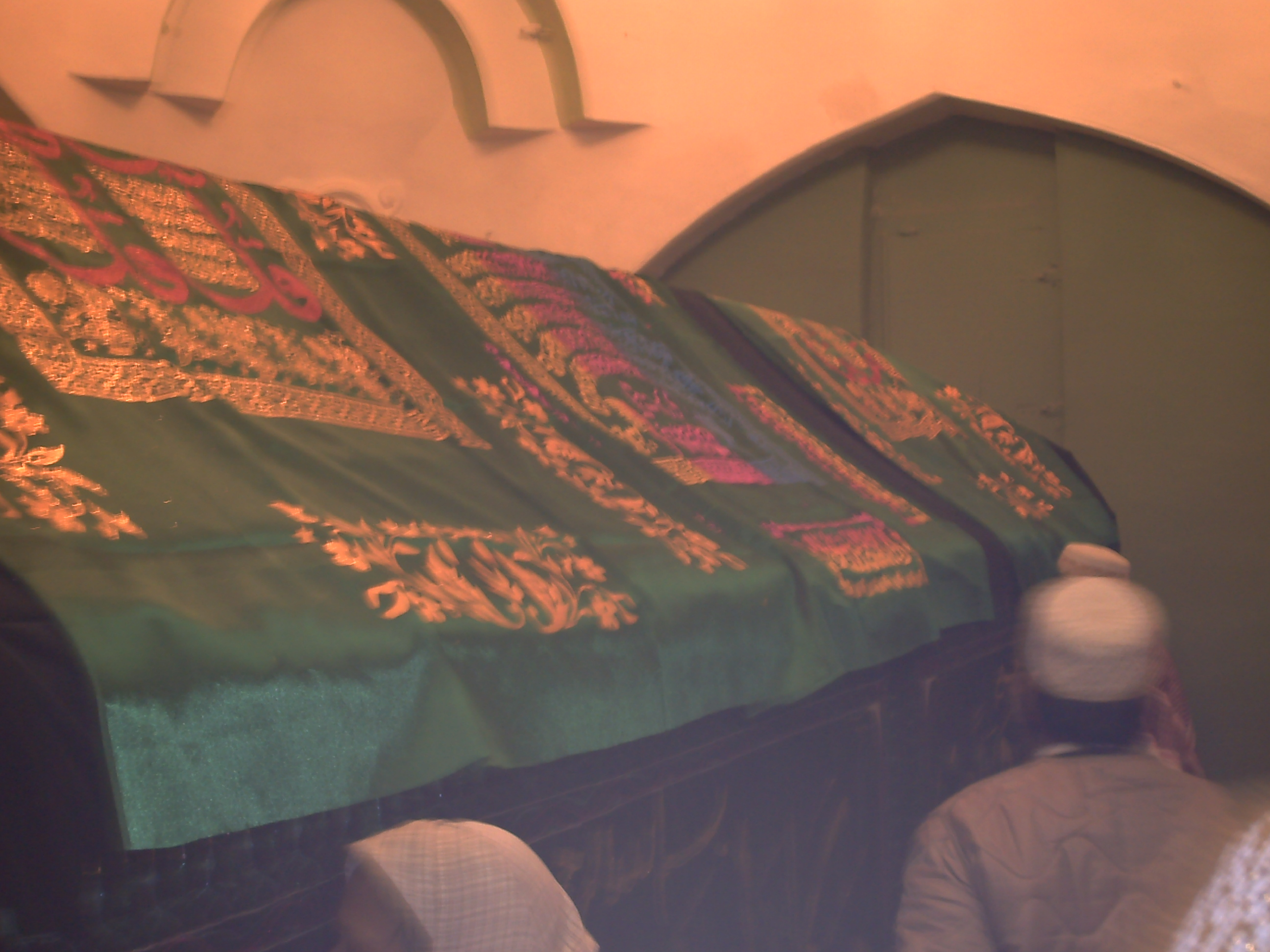
預言者モーゼの墓
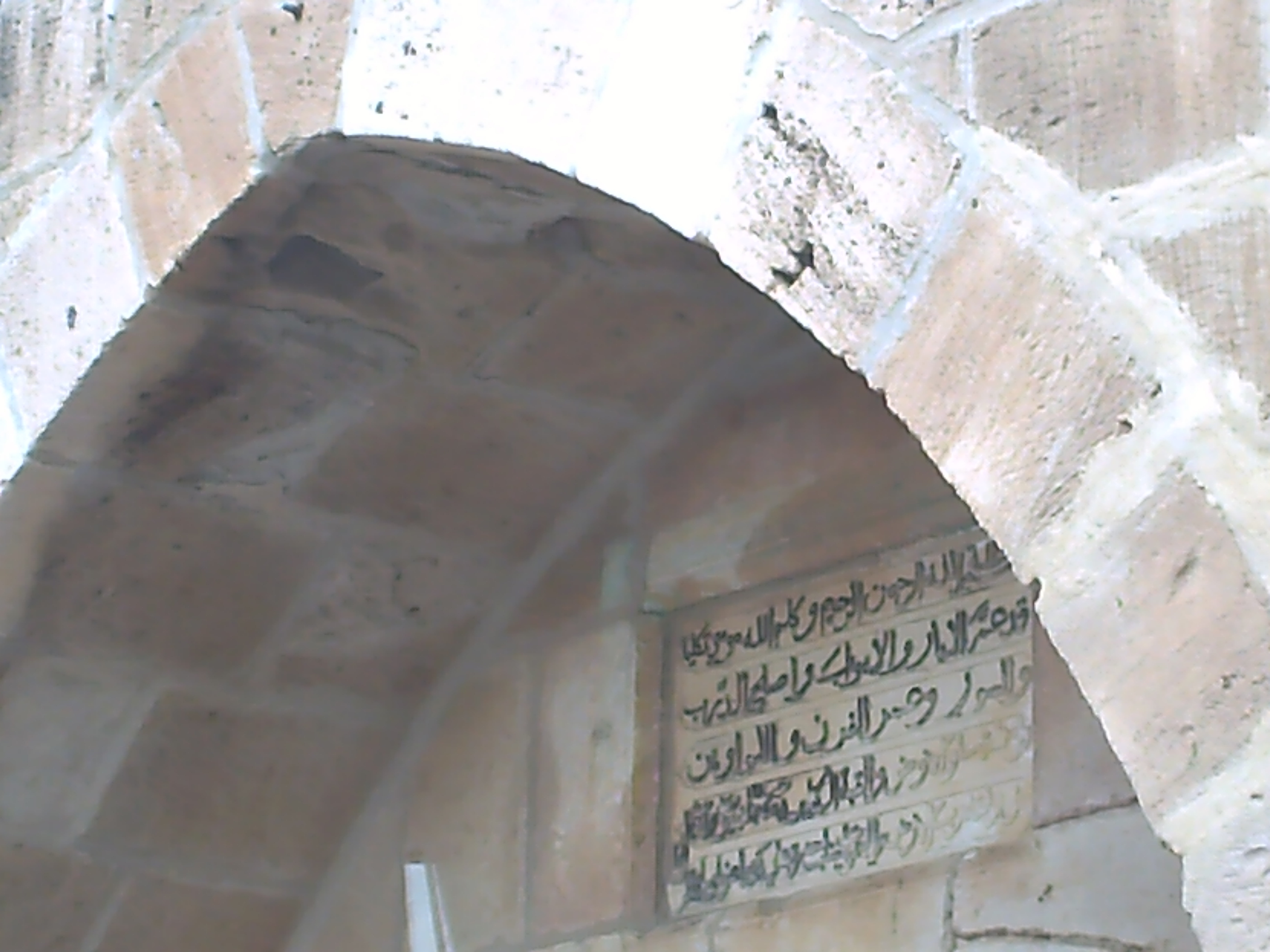
玄関の表札
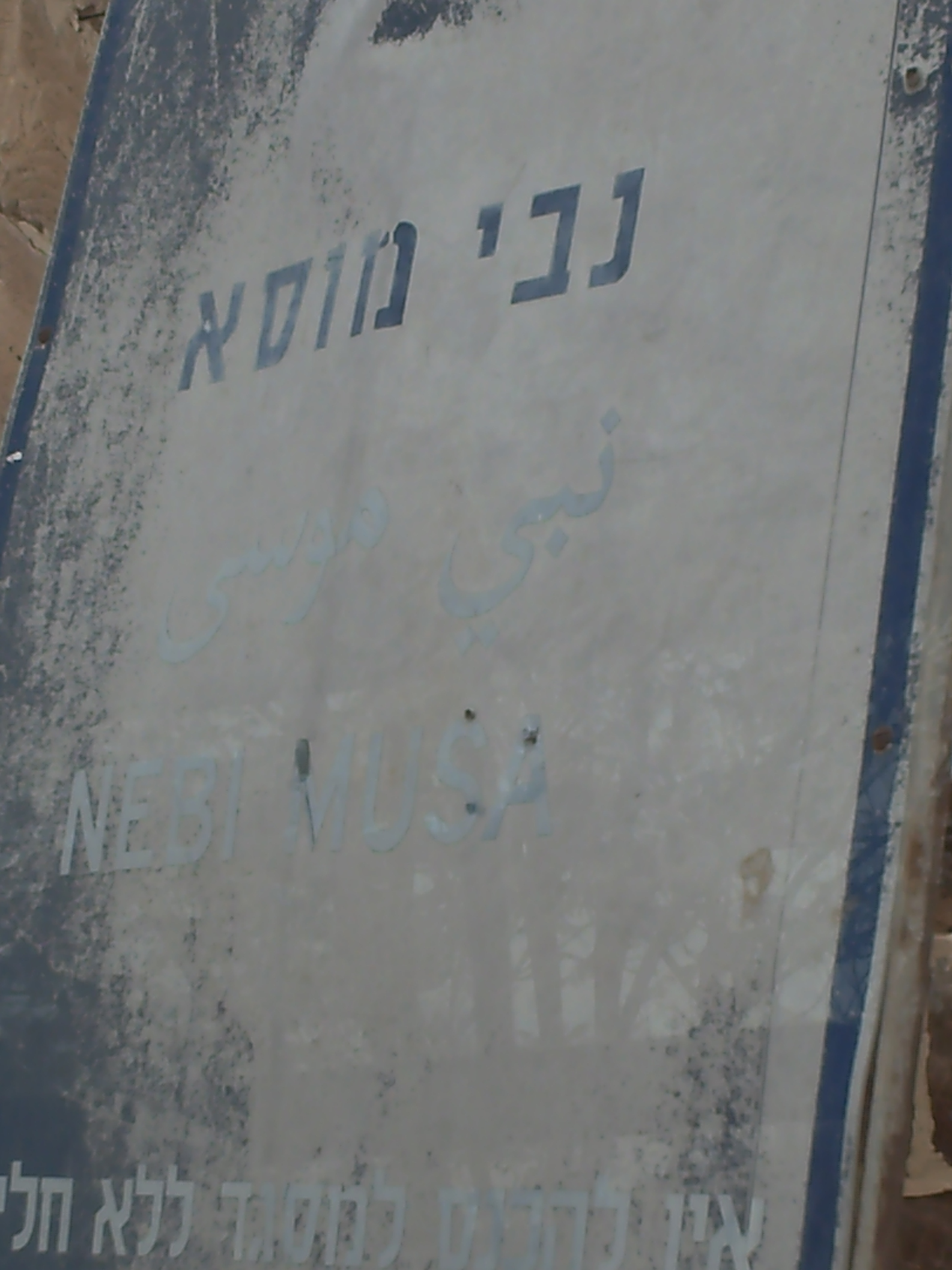
モーゼの名が彫られている
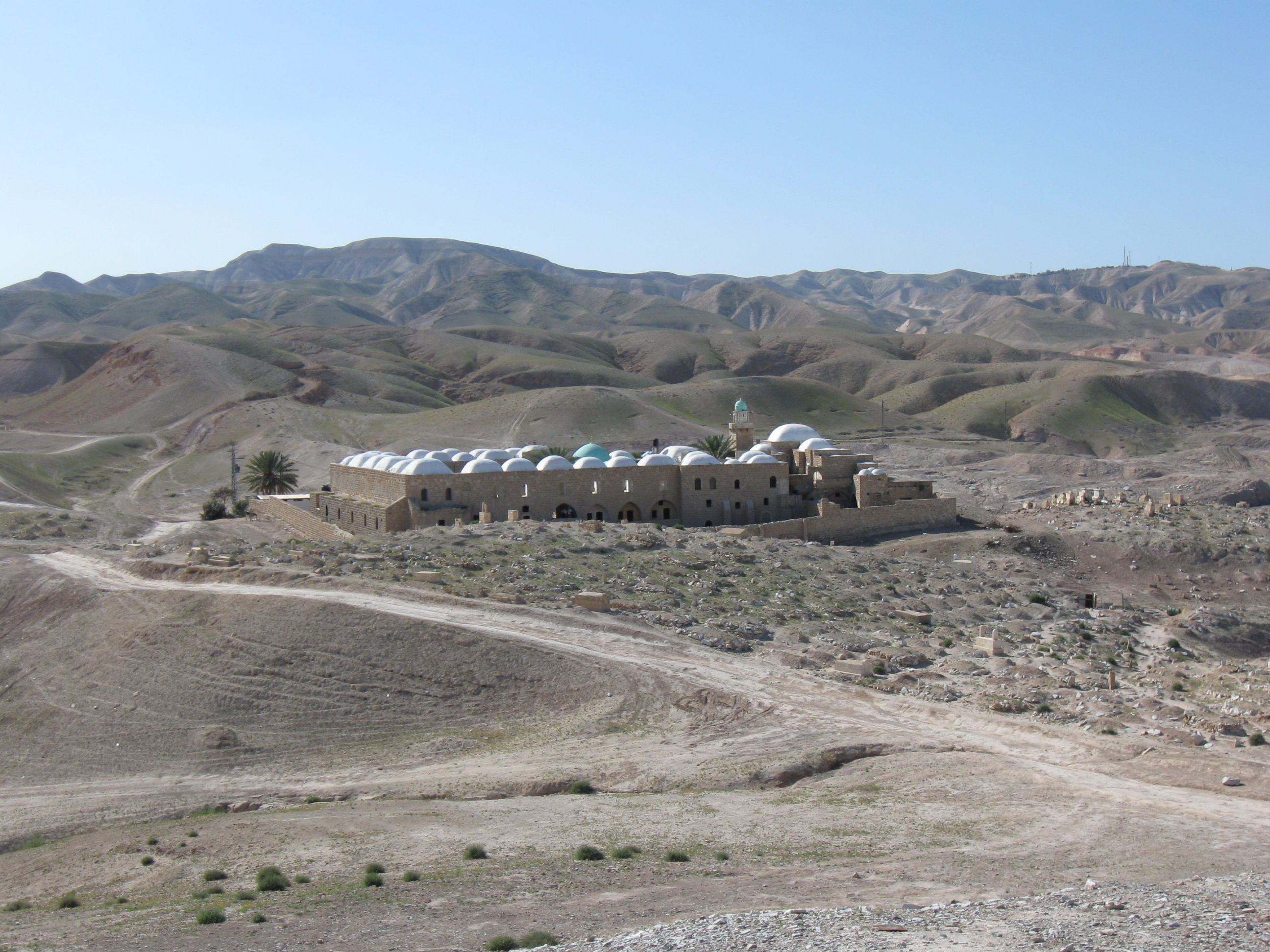
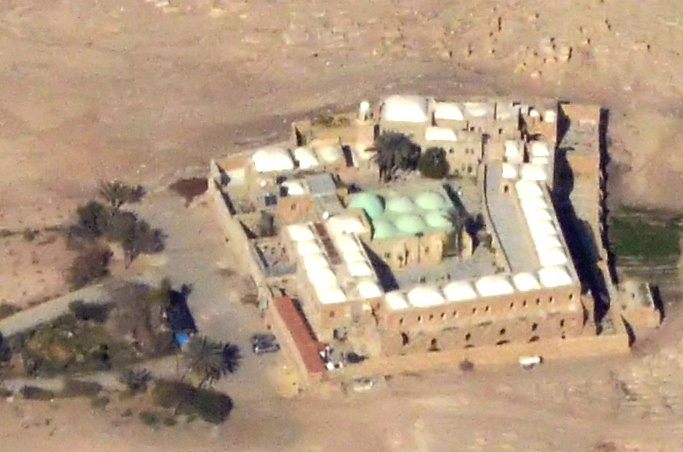
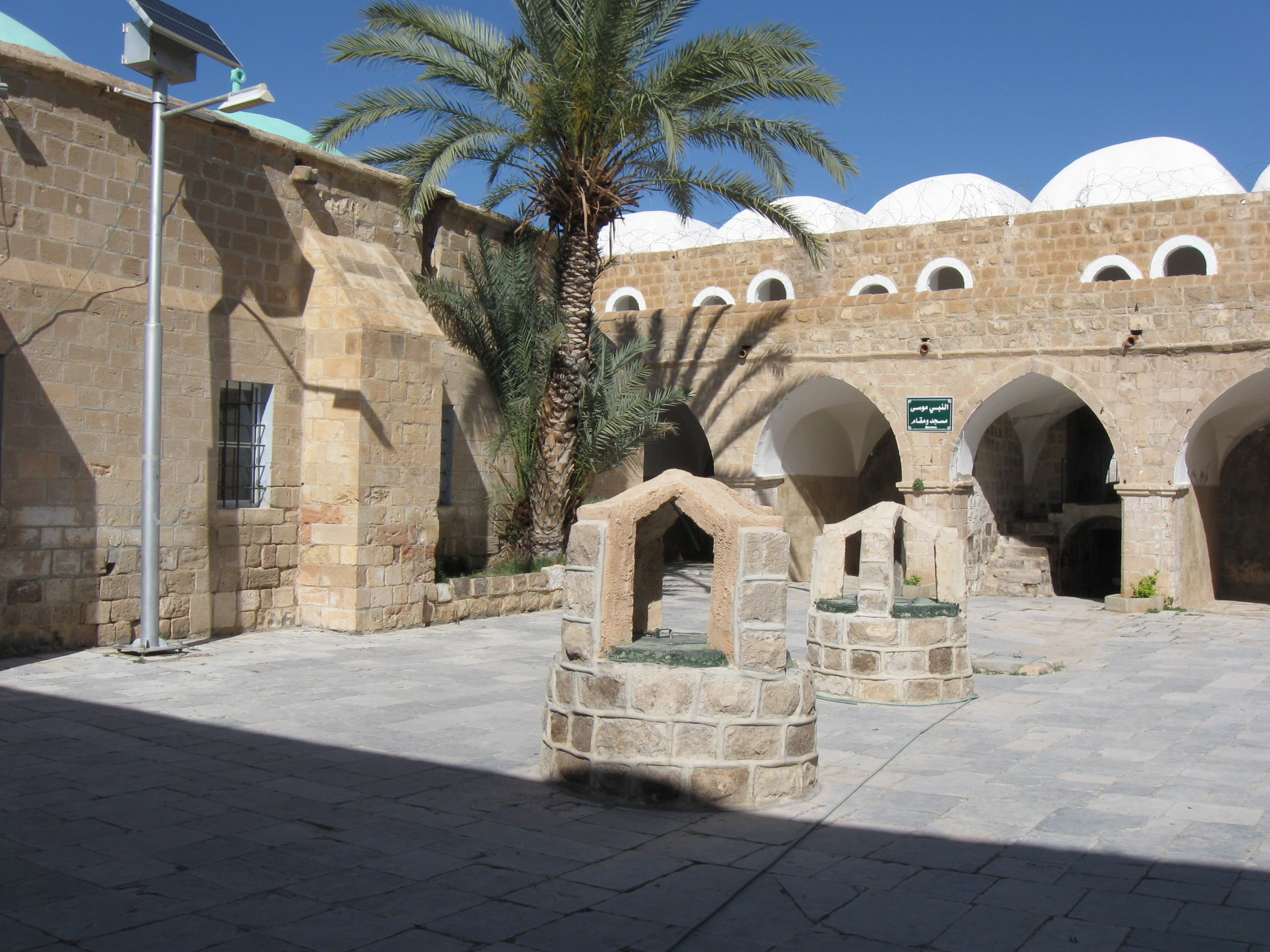
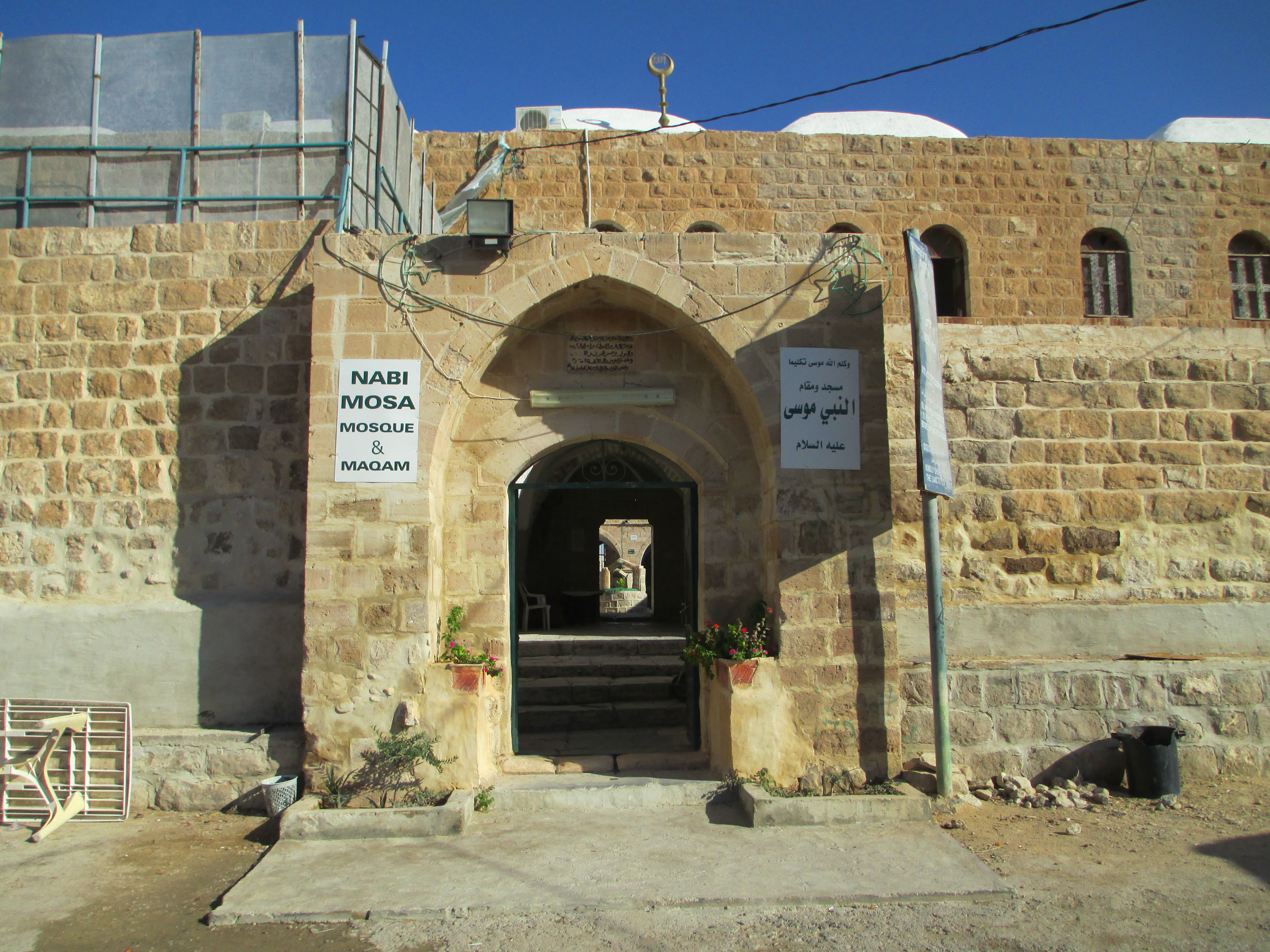